# José Crespo y Honorato
José Crespo y Honorato (m. 1762) militar español, brigadier de los reales ejércitos durante el reinado de Fernando VI y de Carlos III de España. Fue gobernador y capitán general de Yucatán por designación real de 1761 a 1762, falleciendo durante su mandato, un año después de haber sofocado la rebelión maya que encabezó Jacinto Canek y de conducir a éste al suplicio.

## Datos históricos de su estadía en Yucatán
Asumió el cargo unos años después de que se restablecieran en la provincia de Yucatán los denominados repartimientos de indios y los servicios personales de estos que habían sido abolidos por la Real Audiencia de México y por el Consejo de Indias. Esta vuelta al pasado generó grandes resentimientos sociales, particularmente entre la población maya que habrían de estallar violentamente durante el periodo gubernamental de Crespo y Honorato.
Fue tal ambiente lo que dio lugar a la sublevación de Cisteil jefaturada por Jacinto Canek.

## Rebelión de Cisteil
En el mes de noviembre de 1761, el día 19, tras unas festividades populares en el poblado de Cisteil, cerca de  Sotuta en Yucatán, Jacinto Uk de los Santos (Jacinto Canek) desde el atrio de la iglesia incitó a los indígenas a levantarse contra los españoles. 

"Hijos míos muy amados: no sé que esperáis para sacudir el pesado yugo y servidumbre trabajosa en que os ha puesto la sujeción a los españoles; yo he caminado por toda la provincia y registrado todos sus pueblos, y considerando con atención qué utilidad o beneficio nos trae la sujeción de España [..] no hallo otra cosa que una penosa [..] servidumbre."
Jacinto Canek

De esta forma los colonos españoles fueron atacados y Cisteil cayó en manos de los rebeldes mayas. El fraile Miguel Ruela escapó y pidió ayuda en Sotuta al capitán Tiburcio Cosyaga, quien de inmediato organizó una expedición punitiva para sofocar la rebelión. Sin embargo, al llegar a Cisteil, las fuerzas españolas fueron emboscadas y como resultado de la refriega que siguió, fue muerto el comandante y otros militares que intentaron inútilmente aplacar a los rebeldes.
La victoria de los sublevados fue efímera, reforzadas las tropas gubernamentales por instrucciones del Gobernador, José Crespo y Honorato,  un nuevo destacamento bajo las órdenes de Cristóbal Calderón sostuvo una nueva batalla. Esta vez murieron seiscientos indígenas y cuarenta españoles. Aproximadamente, trescientos rebeldes, incluido Canek, lograron escapar.
Poco tiempo después, el líder maya cayó preso en las inmediaciones de Cisteil, siendo conducido a Mérida junto con los otros rebeldes. Ahí, él y sus colegas fueron ejecutados en la plaza pública el 14 de diciembre -menos de un mes después de la alzada-, después de juicio sumario ordenado por el Gobernador, acusados de rebelión y actos sacrílegos, ya que se dijo que Canek había tomado la indumentaria de la virgen de la iglesia de Cisteil para coronarse rey de los mayas, gesto que dijeron se había confirmado por las versiones de los testigos mayas que fueron ajusticiados simultáneamente, previa confesión obtenida bajo suplicio. Jacinto murió atenazado y su cuerpo fue quemado en la plaza pública.

## Fin del periodo de Crespo y Honorato
En el tiempo de la muerte de Canek, el gobernador fue considerado por los criollos un héroe, por haber sofocado la sublevación. El temor de la población blanca al enojo de los indígenas era enorme debido principalmente a la gran desproporción que había en aquel entonces en la provincia de Yucatán entre la población de mayas originales y la población criolla (aun contando la mestiza). Aquellos se encontraban en absoluta mayoría en la región. Ese miedo latente continuó por muchos años ya que se temía que volvieran a manifestarse violentamente. La violencia se hizo realidad menos de cien años después cuando estalló en Yucatán la denominada guerra de castas en 1847, que arrinconó a la población criolla y mestiza de Yucatán y que se prolongó hasta los albores del siglo XX. 
El historiador Eligio Ancona relata que se hicieron esfuerzos para inmortalizar a Crespo y Honorato, mandándose inclusive a pintar su retrato a Europa. Al gobernador no le alcanzó el tiempo para gozar de su fama ya que la enfermedad (posiblemente fiebre amarilla) lo llevó a la tumba en diciembre de 1762.